# Choi Seung-yong
Dit is een Koreaanse naam; de familienaam is Choi.
Choi Seung-Yong (Koreaans: 최 승용) (Seoul, 6 februari 1980) is een schaatsster uit Zuid-Korea. Ze vertegenwoordigde haar vaderland op de Olympische Winterspelen 1998 in Nagano, de Olympische Winterspelen 2002 in Salt Lake City, en de Olympische Winterspelen 2006 in Turijn.

## Resultaten

### Olympische Winterspelen
| Jaar | Plaats         | Resultaten           |
| ---- | -------------- | -------------------- |
| 1998 | Nagano         | 24e 500 m 24e 1000 m |
| 2002 | Salt Lake City | 18e 500 m 32e 1000 m |
| 2006 | Turijn         | 18e 500 m            |

### Wereldkampioenschappen
| Jaar           | Plaats    | Resultaten           |
| -------------- | --------- | -------------------- |
| 1998           | Berlijn   | 27e Sprint           |
| 1999           | Calgary   | 29e Sprint           |
| 2000           | Seoul     | 19e Sprint           |
| 2004 sprint    | Nagano    | 26e Sprint           |
| 2004 afstanden | Seoul     | 15e 500 m 20e 1000 m |
| 2006           | Heereveen | 25e Sprint           |

### Wereldbeker
Eindklasseringen
| Seizoen   | 100 m | 500 m | 1000 m |
| --------- | ----- | ----- | ------ |
| 1998/1999 |       | 20e   | 27e    |
| 2001/2002 |       | 40e   | -      |
| 2002/2003 |       | 28e   | 31e    |
| 2003/2004 | 20e   | 31e   | 37e    |
| 2004/2005 | 23e   | 28e   | 36e    |
| 2005/2006 | 12e   | 27e   | 65e    |

### Aziatische kampioenschappen
| Jaar | 500 m  | 1000 m |
| ---- | ------ | ------ |
| 1997 | Brons  | Zilver |
| 1999 | Zilver | -      |
| 2000 | 7e     | 10e    |
| 2005 | 6e     | Brons  |
| 2006 | Brons  | Zilver |

## Persoonlijke records
| Afstand    | Tijd    | Datum            | Baan           |
| ---------- | ------- | ---------------- | -------------- |
| 500 meter  | 38,21   | 20 november 2005 | Salt Lake City |
| 1000 meter | 1.17,50 | 16 november 2002 | Calgary        |
| 1500 meter | 2.05,90 | 1 november 2003  | Calgary        |
| 3000 meter | 4.41,33 | 21 oktober 2003  | Calgary        |